# Adenanthos filifolius
Adenanthos filifolius  es un arbusto la familia Proteaceae. Nativo de Australia Occidental, fue descrito por George Bentham en 1870.

## Descripción
Adenanthos filifolius es un arbusto erecto de unos 0,7 a 5 metros de altura. Sus hojas suelen tener unos 7 a 25 mm de largo. Suele florecer en mayo, septiembre, octubre, noviembre o diciembre.